# Matter (стандарт)
Matter — единый стандарт подключения для умного дома с открытым исходным кодом, который позволяет объединять IoT-устройства разных производителей в единую сеть. Идея создания общепринятого стандарта для разных экосистем устройств интернета вещей зародилась в 2019 году в рамках проекта «Connected Home over IP» (CHIP), который был переименован в Matter в 2021 году. Проект был запущен четырьмя технологическими гигантами (Amazon, Apple, Google и Samsung SmartThings) совместно с альянсом CSA, ранее известным как Zigbee Alliance.
Сертифицированные организацией устройства имеют специальное обозначение, означающее поддержку стандарта Matter.

## Обзор
В первые годы развития IoT-технологий компании создавали свои собственные стандарты взаимодействия IoT-компонентов, в результате этого умные устройства от разных компаний не всегда могли взаимодействовать между собой, что не позволяло раскрыться IoT-технологиям в полную меру.
Задача создания Matter — унификация управления между гаджетами разных производителей. Разработкой стандарта занимается альянс Connectivity Standards Alliance, в него входят несколько сотен компаний, в том числе Xiaomi, Haier, Amazon, Google, Apple, Samsung, а также российские «Сбер», Яндекс и JetHome. Устройства с его поддержкой можно синхронизировать с экосистемами Apple HomeKit, Google Home, Samsung SmartThings и Amazon Alexa без установки отдельных фирменных приложений.
Организация также занимается сертификацией IoT-устройств. Устройства, прошедшие сертификацию, поддерживают стандарт Matter, такие устройства обозначается логотипом организации. Однако поддержку стандарта Matter могут самостоятельно на своё усмотрение предоставлять производители и не сертифицированных устройств.
Стандарт работает на основе интернет-протокола (IP) и функционирует через один или несколько контроллеров (хабов), которые соединяют разнородные IoT-устройства в единую сеть и обрабатывают запросы. Продукты, сертифицированные Matter, спроектированы для локальной работы, то есть могут работать и без подключения к Интернету. В основе стандарта лежит сочетание технологий Wi-Fi и Bluetooth LE (BLE), а также работающий через IPv6-протокол Thread. Для гарантированного взаимодействия всех Matter-совместимых устройств необходим такой контроллер (хаб), который на аппаратном уровне имеет реализацию одновременно Wi-Fi, Bluetooth LE (BLE) и Thread, тем самым контроллер связывает устройства, работающие на всех этих трёх технологиях, в единую локальную сеть. В качестве контроллера могут выступать, например, Google Nest, Apple HomePod и прочие Matter-совместимые контроллеры с поддержкой Wi-Fi, Bluetooth LE и Thread. В то же время Matter-сеть можно построить и на контроллере, поддерживающем только Wi-Fi и Bluetooth LE, однако IoT-устройства, работающие только через Thread, нельзя будет включить в эту Matter-сеть. Для полноценной работы Matter-сети, в которой используются IoT-устройства, работающие через протокол Thread, потребуется активации IPv6 в сети. IoT-устройства, работающие по протоколу Thread, в отличие от работающих по Wi-Fi, имеют более высокую отзывчивость и лучшую энергоэффективность, также ячеистая топология Thread делает сеть умного дома более отказоустойчивой (выход из строя одного узла не выведет из строя всю сеть) и позволяет распространиться всей сети на более удалённые расстояния. Следует принимать во внимание, что стандарт Matter не описывает ранее популярный ZigBee-протокол, таким образом, чтобы подключить IoT-устройство, использующее ZigBee-протокол, потребуется контроллер (хаб), который соединит Matter-сеть с ZigBee-устройствами.

### Преимущества
Универсальный стандарт Matter даёт ряд преимуществ по сравнению с другими решениями, среди них:
- Возможность локального использования (в большинстве других решений обработка запросов управления IoT-устройств происходит на удалённом сервере компании - поставщика устройств, тогда как Matter предоставляет унифицированный стандарт обработки запросов на локальном/домашнем контроллере)
- Мультиадминистрирование (универсальный стандарт Matter позволяет управлять IoT-устройствами сразу из разных экосистем умного дома, например один пользователь может включать умную лампу через своё приложение Apple HomePod, а другой - выключать эту же лампу через виртуального-помощника Google Assistant на своём смартфоне)
- Снижение издержек при разработке IoT-устройств (производителям устройств теперь достаточно реализовать универсальный стандарт Matter, а не множество различных стандартов под различные экосистемы умных домов)

### Устройства
После появления стандарта Matter начали появляться и различные устройства с поддержкой этого стандарта, как контроллеры (хабы), так и конечные IoT-устройства. Среди контроллеров умного дома, имеющих поддержку стандарта Matter, можно выделить следующие типы устройств (как с протоколом Thread, так и без него):
- умные колонки, например Google Nest, Apple HomePod, Яндекс.Станция и прочие
- маршрутизаторы (роутеры), например Nest Wifi Pro от Google и прочие
- Системы потокового видео, например Google TV Streamer (4K)

## Версии
Планируется, что обновления стандарта будут происходить два раза в год.
- Версия 1.0 (от 4 октября 2022 года) — представлена поддержка осветительных приборов (таких как вилки, электрические светильники и выключатели), электронных замков, термостатов и контроллеров отопления, вентиляции и кондиционирования воздуха, жалюзи и штор, датчиков движения, а также телевизоров и потоковых видеоплееров[5].
- Версия 1.1 (от 18 мая 2023 года) — не было никаких новых категорий приборов, а только были исправлены ошибки и улучшены SDK, API[6].
- Версия 1.2 (от 23 октября 2023 года) — добавлено девять новых типов устройств (холодильники, портативные кондиционеры, посудомоечные машины, стиральные машины, роботы-пылесосы, датчики дыма и угарного газа, датчики качества воздуха, очистители воздуха и вентиляторы), также в версии были исправлены некоторые ошибки, а также улучшены спецификации по SDK, инструментам сертификации и тестирования[7].
- Версия 1.3 (от 8 мая 2024 года) — добавлена поддержка устройств управления водой и энергией, а также поддержка духовок, микроволновых печей, варочных панелей, вытяжек, сушилок для белья[8].
- Версия 1.4 (от 7 ноября 2024 года) — возможность интеграции маршрутизаторов WLAN, ячеистых сетей и управления интеллектуальными энергетическими и тепловыми устройствами, такими как тепловые насосы, водонагреватели, солнечных панелей и аккумуляторные батареи, также была улучшена поддержка термостатов[9].